# 泥濘的餐桌
《泥濘的餐桌》（日語：泥濘の食卓）是由伊奈子原作的日本漫畫，後由朝日電視網改編為真人劇，共九集，自2023年10月21日開播至同年12月16日，於週六深夜時段播映，並上架線上串流平台。本作主軸是女主角在超級市場工作時，與店長發生婚外情，並逐漸介入店長家庭的故事。

## 原作連載
是由伊奈子創作的連載漫畫，於2020年11月13日開始在漫畫王國連載，自2023年5月25日起轉移至Piccoma連載，後由新潮社發售單行本，至2024年12月9日已發售7本單行本。

## 登場角色

### 主要角色
- 捻木深愛，演員：齊藤京子、秋山佳奈(幼年)

鈴蘭超市的基層員工，現年25歲，後愛上了店長那須川夏生，在家庭暴力環境下成長，以致自尊心很低，選擇以待人和善的方式處事。
- 那須川夏生，演員：吉澤悠

春樹的父親，文子的丈夫，鈴蘭超市的店長，現年47歲，年輕時長相帥氣，由於待人友善很受兼職員工的歡迎，發生多段婚外情，後與深愛的婚外情發展出深厚的關係，但仍希望永遠與自己妻子在一起。
- 那須川春樹 (那須川ハルキ)，演員：櫻井海音、田名部壮太(幼年)

夏生與文子的獨子，現年16歲，是春日谷高中的學生，是尾崎千冬瘋狂單戀的受害者，因謠言而在學校被孤立後輟學，後被深愛所吸引。
- 尾崎千冬 (尾崎ちふゆ)，演員：原菜乃華、高取青依良(幼年)

春日谷高中的學生，現年16歲，春樹的青梅竹馬，對春樹有異常強烈的感情，以謠言試圖獨佔春樹，在春樹無意願的情況下行為越加的恐怖。
- 那須川文子 (那須川ふみこ)，演員：戶田菜穗

夏生的妻子，春樹的母親，現年48歲，原本為平面廣告設計師，婚後退休照顧家庭，後來患上精神疾病，在遇到深愛後逐漸康復。
- 捻木美幸，演員：筒井真理子

深愛的單親母親，現年60歲，職業為婦產科護理人員，即便深愛已經成年，仍以高壓的方式管教女兒。

### 其他角色
- 兒玉 (児玉)，演員：未來

鈴蘭超市的年輕女職員。
- 中村，演員：水嶋凜

鈴蘭超市的年輕女職員。
- 谷口，演員：岩瀬洋志

春樹的高中同學。
- 捻木正數(捻木正数)，演員：岩崎宇大

深愛已故的父親，以打罵教育對待深愛。
- 尾崎快人，演員：林泰文

尾崎千冬的父親，大地主之後，平日以收租為業。
- 尾崎依子，演員：川田希

尾崎千冬的母親。
- 田中，演員：松田弘子

鈴蘭超市的資深女職員。
- 黑田，演員：近藤雄介

鈴蘭超市的年輕男職員。
- 超市男員工，演員：田邊成虎

鈴蘭超市的年輕男職員。
- 捻木明里(捻木あかり)，演員：Hiccorohee

深愛的姑姑，在大都市從事美髮業。

## 劇集列表
| 話数   | 播放日期 | 標題                                                 | 編劇            | 導演     |
| ------ | -------- | ---------------------------------------------------- | --------------- | -------- |
| 第1話  | 10月21日 | 寄生婚外情，開幕！                                   | 倉光泰子        | 安里麻里 |
| 第2話  | 10月28日 | 暴走的純愛！潛入店長家的大作戰！？                   | 倉光泰子        | 安里麻里 |
| 第3話  | 11月04日 | 正宮妻子vs外遇對象 地獄的問卷調查！？                | 神田優          | 角田恭弥 |
| 第4話  | 11月12日 | 外遇對象、外遇丈夫、愛上父親外遇對象的兒子與正宮妻子 | 安里麻里        | 安里麻里 |
| 第5話  | 11月18日 | 戀愛怪獸的逆襲！                                     | 倉光泰子        | 安里麻里 |
| 第6話  | 11月25日 | 禁忌的KTV約會！                                      | 神田優          | 角田恭弥 |
| 第7話  | 12月02日 | 與店長的兒子共浴接吻！？                             | 倉光泰子        | 安里麻里 |
| 第8話  | 12月09日 | 最終章！寄生婚外情曝光！？                           | 神田優          | 角田恭弥 |
| 最終話 | 12月16日 | 1小時特別篇！寄生婚外情…震撼的結局                   | 伊奈子 安里麻里 | 安里麻里 |

前8集播放時段長度為半小時，扣除廣告後約24分鐘，最終話為雙倍長度。

## 主題曲
- 減法的美學 (引き算の美学)

演唱: 耳機中的世界 (ヘッドフォンの中の世界)

## 外部連結
- 泥濘的餐桌電視劇官方網站（日語）
- 泥濘的餐桌TELASA平台節目頁（日語）